# 桃園国際空港スカイトレイン
桃園国際空港スカイトレイン（とうえんこくさいくうこうスカイトレイン、英: Taoyuan International Airport Skytrain）は、中華民国（台湾）桃園市大園区にある桃園国際空港にて、2つの旅客ターミナルビル間を連絡するために運行されているPeople moverシステムである。台湾では、桃園国際空港ピープル・ムーバー・システム（中: 桃園國際機場旅客自動電車輸送系統、あるいは機場電車、航廈電車）とも呼ばれている。
当システムは、2本の平行トラックから成り、南北それぞれに双方向サービスを提供している。車両は新潟トランシスが製造し、運行および保守は台北捷運公司に委託されている。
北側のトラックでは、1両編成の車両にて航空会社利用の旅客のみを取り扱っている。
南側のトラックでは、2両編成の車両にて航空会社利用の旅客および一般市民を取り扱っており、乗降口による仕切りで車両間が区切られている。

## 路線データ
- 路線延長：1.3 km
- 駅：2駅（第1ターミナルおよび第2ターミナル）、ホームドアあり

## 発車間隔
- ピーク時間 (06:00 - 22:00) ：2 - 4 分
- ピーク時間外 (22:00 - 24:00) ：4 - 8 分
- 夜間サービス：オンコール